# Groene thee

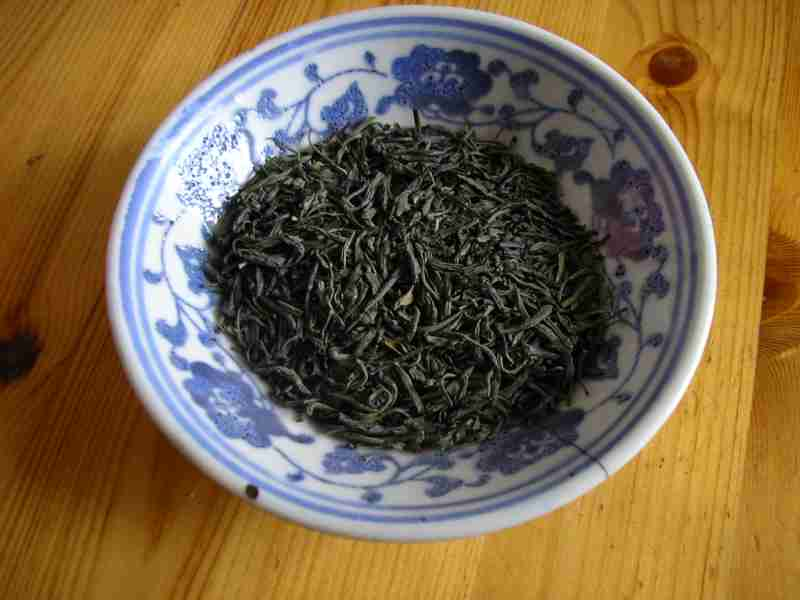
Theeblaadjes van groene thee, Chinese mao jian

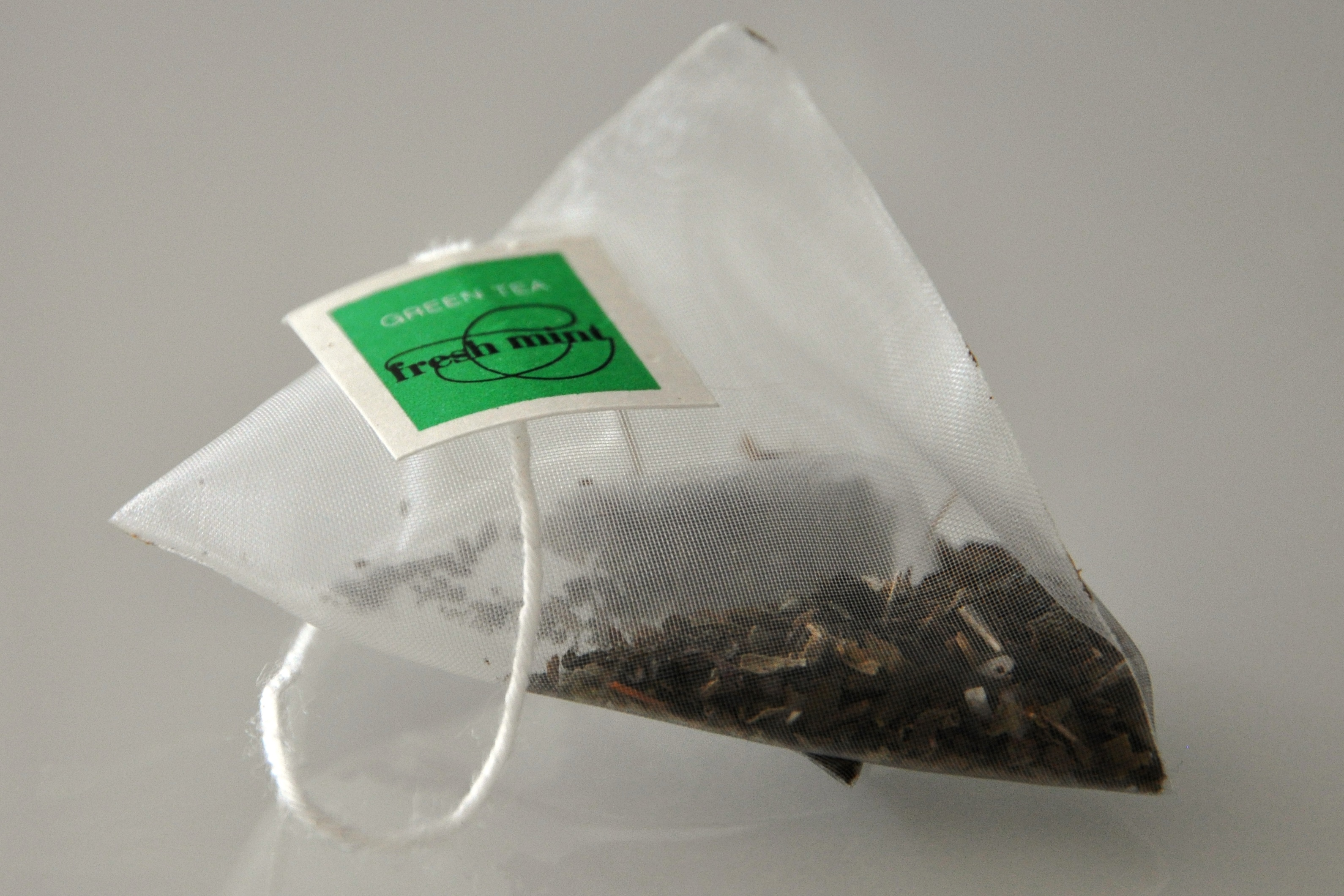
Zakje groene thee

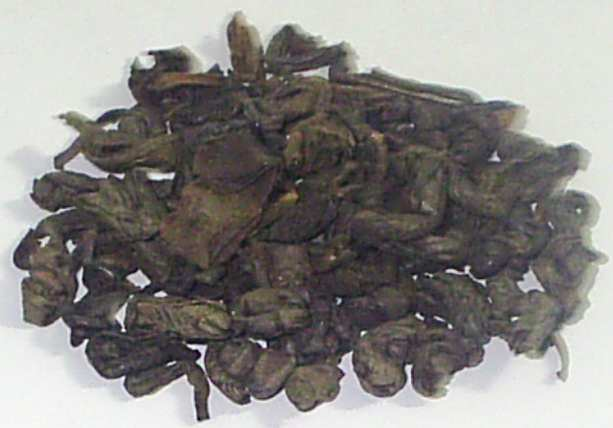
De grijsgroene gunpowder balletjes van theeblaadjes

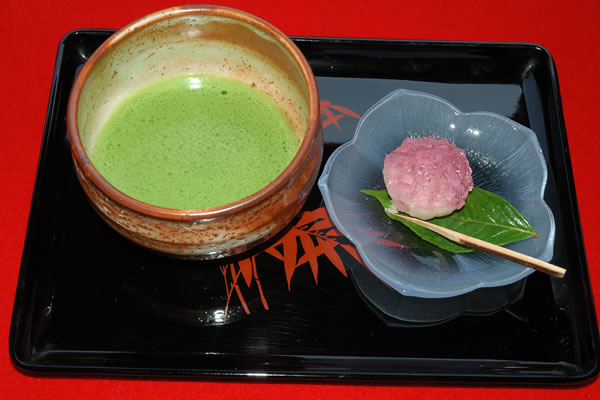
Japanse groene thee (matcha) en een roze Japans snoepje

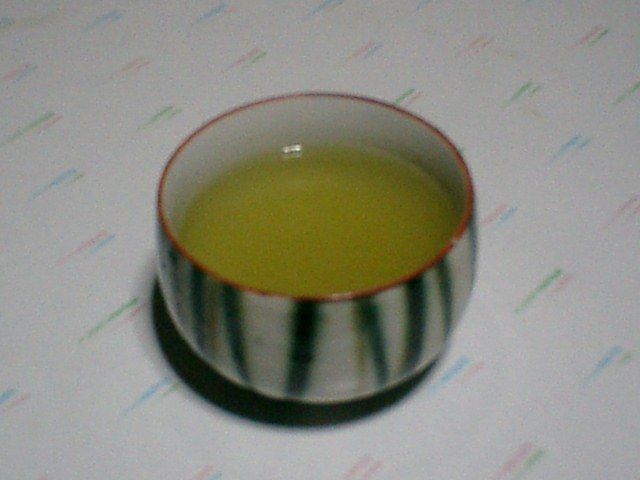
Japanse groene thee

Groene thee (Chinees: 綠茶/绿茶 lǜchá, Japans: 緑茶 ryokucha) is thee gemaakt van de bladeren van de theeplant (Camellia sinensis) die minimale oxidatie heeft ondergaan tijdens de productie. Groene thee is populair in China, Japan, Afghanistan en in het westen van Pakistan en is recentelijk populairder in het Westen geworden, waar traditioneel zwarte thee (thee gemaakt van zwaarder geoxideerde bladeren dan witte, groene, en oolong variëteiten) wordt gedronken. Hoewel soms anders wordt beweerd is het zwart worden van de theebladeren geen fermentatieproces maar een oxidatieproces.
Groene thee wordt geproduceerd door de jonge bladeren van de theeplant onmiddellijk na de oogst te behandelen met stoom. Daardoor worden de enzymen geïnactiveerd die oxidatie van de polyfenolen veroorzaken (met name het enzym fenoloxidase), waardoor de hoeveelheid polyfenolen intact blijft. Daardoor blijft ook de kleur van de blaadjes groen. Vervolgens worden de bladeren mechanisch gerold en geplet en bij een lage temperatuur gedroogd. Witte thee wordt uitsluitend gemaakt van de ongeopende bladknoppen van de theeplant en ondergaat de minste behandelingsstappen. Na het stomen vindt enkel een droogstap plaats. Witte thee bevat meer antioxidanten (catechines) dan groene thee.
De polyfenolen in groene thee zijn de flavanolen of catechines en maken circa 30-40 procent van de extraheerbare vaste bestanddelen van gedroogde groene theebladeren uit. De belangrijkste catechines in groene thee zijn epicatechine, epicatechine-3-gallaat, epigallocatechine en epigallocatechine-3-gallaat (EGCG), waarbij de laatste in de hoogste concentraties aanwezig is.
Een glas groene thee, gemaakt van 2,5 gram groenetheebladeren in 250 ml heet water bevat circa 240-320 mg catechinen, waarvan 60-65% EGCG, en circa 20 tot 50 mg cafeïne, evenveel als in een glas zwarte thee.
Groene thee wordt meestal op wat lagere temperatuur (70-80 graden Celsius) getrokken, aangezien de thee anders te bitter smaakt. Zwarte thee daarentegen wordt met water gezet dat tegen de kook aan is.

## Chinese groene thee
Soorten Chinese thee (绿茶 lǜchá) zijn:
- Longjingthee (龙井 lóngjǐng, "dragon well"; ook wel lung ching) is een beroemde thee uit Longjing, bij Hangzhou (Zhejiang). Longjing wordt verder onderverdeeld in 7 klassen: Superior (qiqiang), Special (queshe) en dan van 1 naar beneden tot 5.
- Huangshan Maofeng is een beroemde thee uit de directe omgeving van de bergketen Huangshan.
- Gunpowder is een groene thee uit de Chinese provincie Anhui. Deze thee ontleent zijn naam aan de grijs-groene balletjes van opgerold blad. In het Mandarijn wordt het 珠茶 (zhūchá, "pearl tea" / "bead tea," genoemd, niet te verwarren met Boba-thee). Deze thee wordt geëxporteerd naar de Maghreb en gebruikt bij de bereiding van de traditionele Noord-Afrikaanse muntthee.
- Zhenmei (珍眉茶, zhēnméi chá, "precious eyebrow tea", ook chun mee), het gewoonste type in China, wordt zo genoemd naar de vorm van de theebladeren.
- Jasmijnthee, groene thee met het aroma van jasmijnbloesems
- Pu-erh-thee
- Hyson is een vroeggeoogste thee waarvan de bladeren in een lange, dunne manier worden gerold.

## Japanse groene thee
Groene thee (緑茶 ryokucha) is zo alomtegenwoordig in Japan dat het gewoonlijk "thee" wordt genoemd (お茶, ocha) of zelfs "Japanse thee" (日本茶, nihoncha). Types van deze thee worden gewoonlijk geklasseerd afhankelijk van de kwaliteit en de gebruikte delen van de plant.
- Gyokuro (玉露, "jewel dew") Gyokuro thee is in het algemeen zoet en delicaat in smaak. Geselecteerd uit een klasse groene thee die tencha (天茶) genoemd wordt, wordt Gyokuro beschouwd als de hoogste klasse thee die in Japan gemaakt wordt. Gyokuro's naam verwijst naar de bleke groene kleur van het aftreksel.

- Matcha (抹茶, "rubbed tea") wordt voornamelijk in de Japanse theeceremonie gebruikt. Matcha komt van gyokurobladeren die gestoomd en gedroogd zijn.

- Sencha (煎茶, "broiled tea")

- Shincha (新茶, "new tea")

- Bancha (番茶, "number tea")

- Genmaicha (玄米茶, "brown rice tea")

- Hōjicha (焙じ茶, "roasted tea")

- Kukicha (茎茶, "stem tea")

- Kabusecha

## Ceylon groene thee

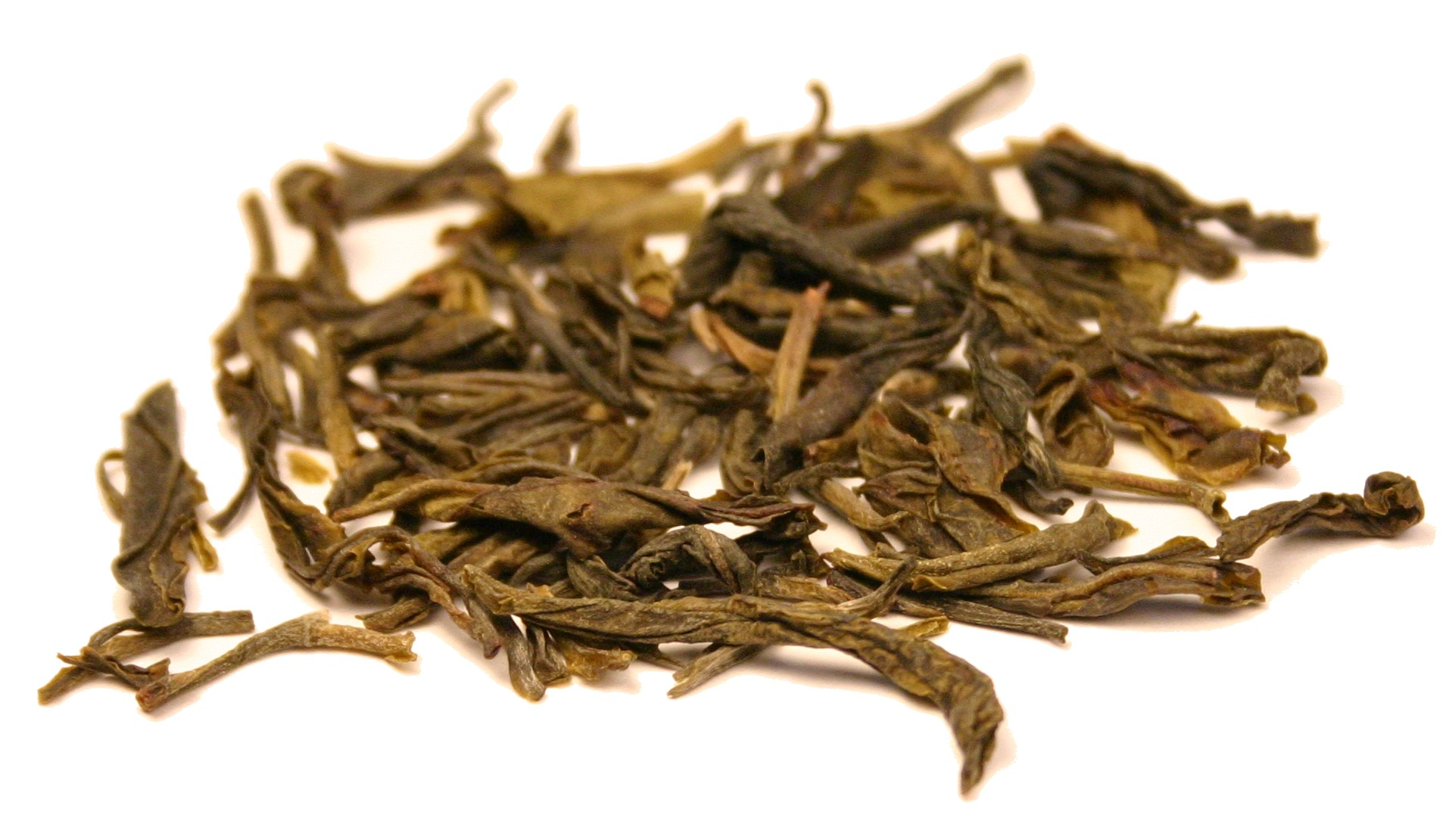
Orange Pekoe groene thee uit Sri Lanka

Uit Sri Lanka neemt de export van groene thee de laatste jaren aanzienlijk toe, in 2000 was 0,22% van de totale thee export groene thee tegenover 0,75% in 2004. De smaak onderscheidt zich ten opzichte van Chinese groene thee door een sterkere, iets scherpere smaak. De soortindeling is naar Chinese traditie, zoals Gunpowder en Zhenmei en naar streek van herkomst. Op dit moment is de productie nog kleinschalig en alleen gericht op het hogere marktsegment.

## Effect op gezondheid
Aan groene thee wordt nogal eens heilzame werkingen toegeschreven, maar voor veel van deze beweringen is er geen wetenschappelijk bewijs. Volgens de Amerikaanse National Library of Medicine en de National Institutes of Health zijn een tweetal effecten waarschijnlijk:
- Een specifieke zalf waarin groene thee extract is opgenomen werkt tegen genitale wratten. Deze zalf is goedgekeurd door de FDA.
- Daarnaast heeft de cafeïne in groene thee een bevorderend effect op mentale alertheid. Groene thee bevat evenveel cafeïne als een kop zwarte thee.

Verder worden een aantal mogelijke effecten gesignaleerd:
- Voorkomt duizeligheid bij opstaan bij ouderen
- Voorkomen van kanker in blaas, slokdarm, eierstokken en alvleesklier
- Verkleint het risico op, of vertraagt het effect van de ziekte van Parkinson
- Positief effect op lage bloeddruk na de maaltijd (bij ouderen)
- Verlaagt het vetgehalte (waaronder cholesterol) van het bloed
- Vermindert de groei van abnormale cellen in de baarmoederhals na infectie door het humaan papillomavirus